# Natalie Imbruglia
Natalie Jane Imbruglia (4. veljače 1975.) je australska pjevačica, tekstospisateljica, glumica i model.

## Životopis
Svjetski poznata postala je 1997. godine objavom svog prvog singla "Torn" sa svog debitantskog albuma Left of the Middle. Album je prodan u preko 6 milijuna primjeraka diljem svijeta. Sljedeća dva albuma White Lilies Island (2001.) i Counting Down the Days (2005.) nisu uspjeli postići toliki uspjeh kao njen debitantski album. Četvrti album, Come to Life, objavljen je 2. kolovoza 2009. godine, no nije bio pretjerano uspješan.
MTV-ijevu nagradu za najboljeg novog izvođača dobila je 1998. godine, a godinu dana kasnije dobila je tri nominacije za nagradu Grammy. Prodala je preko 9 milijuna primjeraka albuma širom svijeta.

## Privatni život
Natalie Imbruglia i njezin dečko Daniel Johns, frontmen australske grupe Silverchair, vjenčali su se 31. prosinca 2003. godine u Port Douglasu, Queensland, Australija, nakon 3 i pol godine veze.
Natalie je starija sestra pjevačice Laure Imbruglie.

## Diskografija
- 1997.: Left of the Middle
- 2001.: White Lilies Island
- 2005.: Counting Down the Days
- 2009.: Come to Life

## Nagrade
Od 33 nominacije za razne prestižne nagrade Natalie Imbruglia je osvojila 16 nagrada.

## Vanjske poveznice
- Službena stranica
- Natalie Imbruglia na Internet Movie Database-u
- Natalie Imbruglia na YouTube-u